# Dyscia favillacearia
Dyscia favillacearia là một loài bướm đêm trong họ Geometridae.